# (355029) Herve
(355029) Herve est un astéroïde de la ceinture principale.

## Description
(355029) Herve est un astéroïde de la ceinture principale. Il fut découvert le 1er septembre 2006 à Ottmarsheim par Claudine Rinner. Il présente une orbite caractérisée par un demi-grand axe de 2,72 UA, une excentricité de 0,16 et une inclinaison de 13,9° par rapport à l'écliptique.